# 7. децембар
7. децембар (7.12.) је 341. дан године по грегоријанском календару (342. у преступној години). До краја године има још 24 дана.

## Догађаји
- 574 — У Цариграду је Тиберије II Константин проглашен за савладара психички болесног цара Јустина II.
- 1787 — Делавер је постао прва америчка држава која је ратификовала Устав САД.
- 1869 — Амерички одметник Џеси Џејмс је извршио прву потврђену пљачку банке у Галатину у Мисурију.
- 1877 — Избила је Тополска буна када су два батаљона народне војске одбила да положе заклетву кнезу Милану Обреновићу.
- 1914 — Народна скупштина Краљевине Србије усвојила је у Нишку декларацију о уједињењу Јужних Словена у заједничку државу.
- 1917 — САД су у Првом светском рату објавили рат Аустроугарској.
- 1941 —
  - Други светски рат: Јапански авиони напали су америчку поморску базу у Перл Харбуру на Хавајима и уништили велики број авиона и бродова, што је убрзало одлуку САД да се укључе у Други светски рат.
  - Други светски рат: Уједињено Краљевство је у Другом светском рату објавило рат Мађарској, Румунији и Финској, земљама које су као чланице Тројног пакта учествовале у агресији на СССР.
- 1946 — Скупштина ФНР Југославије донела је закон о национализацији којим су обухваћена сва већа приватна предузећа. Тиме је ликвидиран и инострани капитал, који је у индустрији и рударству предратне Југославије учествовао са око 50%.
- 1949 — Чанг Кај Шек је на острву Тајван (Формоза), где је са остацима своје војске побегао након пораза од Народноослободилачке војске Кине, прогласио државу и установио владу.
- 1965 — Васељенски патријарх Атинагора и папа Павле VI укинули су међусобну екскомуникацију две цркве којом је 1054. почео раскол двеју хришћанских цркава.
- 1970 — Убедљива победа на изборима у Источном Пакистану Авами лиге, поборника аутономије Бенгала (касније Бангладеш), довела је до дубоке кризе између Источног и Западног Пакистана, која је наредне године ескалирала у грађански рат.
- 1971 — Совјетска васионска капсула почела је да шаље радио и телевизијске сигнале са Марса.
- 1974 — Кипарски председник архиепископ Макариос III тријумфално је дочекан на Кипру који је напустио 15. јула 1974. после државног удара. Преврат на Кипру организовали су грчки официри, али нису успели да задрже власт.
- 1975 — Индонежанска армија је ушла у Источни Тимор где је, након укидања тровековне португалске колонијалне власти, избио грађански рат.
- 1988 —
  - Совјетски председник Михаил Горбачов објавио је у УН унилатерално смањење совјетских трупа, тенкова, борбених авиона и артиљерије.
  - У земљотресу у Јерменији погинуло је више од 25.000 људи, 12.000 је повређено, а пола милиона остало без домова. Уништено је десет одсто јерменске индустрије.
- 1992 — Влада Индије забранила је фундаменталистичке покрете после нереда у којима је погинуло најмање 400 Хиндуса и Муслимана. Током нереда разорена је џамија у Ајођи.
- 1995 — Сонда с америчког васионског брода Галилео је ушла у атмосферу Јупитера и 75 минута слала податке пре него што се распала.
- 1996 — Председник Алжира Лиамин Зеруал озаконио је својим потписом уставне реформе којима се забрањују политичке партије засноване на религији.
- 1997 — Након неуспелих избора у септембру, у Србији су поновљени избори за председника Републике на којима поново ниједан кандидат није добио потребну већину гласова. У други круг су ушли кандидати Социјалистичке партије Србије Милан Милутиновић и Српске радикалне странке Војислав Шешељ, а за председника је 21. децембра изабран Милан Милутиновић.
- 1999 — Америчко удружење дискографских кућа је поднело тужбу против Напстера, мреже за размену података због кршења ауторских права.
- 2001 — У грађанском рату у Авганистану Талибани су предали своје последње упориште Кандахар.

## Рођења
- 1545 — Хенри Стјуарт, шкотски краљ (1565—1567). (прем. 1567)[1]
- 1598 — Ђовани Лоренцо Бернини, италијански вајар и архитекта. (прем. 1680)[2]
- 1857 — Урош Предић, српски сликар. (прем. 1953)[3]
- 1863 — Пјетро Маскањи, италијански композитор. (прем. 1945)[4]
- 1892 — Стјуарт Дејвис, амерички сликар. (прем. 1964)[5]
- 1893 — Феј Бејнтер, америчка глумица. (прем. 1968)[6]
- 1915 — Илај Волак, амерички глумац. (прем. 2014)[7]
- 1924 — Јованка Броз, учесница Народноослободилачке борбе, супруга југословенског председника Јосипа Броза Тита. (прем. 2013)
- 1927 — Властимир Перичић, српски композитор. (прем. 2000)[8]
- 1928 — Ноам Чомски, амерички лингвиста, филозоф, писац, историчар, социокритичар и политички активиста.[9]
- 1932 — Елен Берстин, америчка глумица.[10]
- 1941 — Мане Бајић, српски фудбалер. (прем. 1994)[11]
- 1941 — Зоран Д. Поповић, српски инжењер електротехнике и академик, инострани члан састава Српске академије наука и уметности. [12]
- 1942 — Жика Јелић, српски музичар, најпознатији као суоснивач и гитариста ЈУ групе.[13]
- 1947 — Оливер Драгојевић, хрватски музичар. (прем. 2018)[14]
- 1949 — Том Вејтс, амерички музичар и глумац.[15]
- 1956 — Лари Берд, амерички кошаркаш и кошаркашки тренер.[16]
- 1956 — Марк Ролстон, амерички глумац.
- 1965 — Џефри Рајт, амерички глумац.[17]
- 1972 — Херман Мајер, аустријски алпски скијаш.[18]
- 1979 — Сара Барелис, америчка музичарка и глумица.[19]
- 1980 — Џон Тери, енглески фудбалер.[20][21]
- 1981 — Олгица Батић, српска правница и политичарка.[22]
- 1984 — Петар Бенчина, српски глумац.[23]
- 1984 — Марко Вујин, српски рукометаш.
- 1984 — Роберт Кубица, пољски аутомобилиста, возач Формуле 1.[24]
- 1988 — Ендру Гаудлок, амерички кошаркаш.[25]
- 1989 — Кевин Серафен, француски кошаркаш.[26]
- 1989 — Николас Хоулт, енглески глумац.[27]
- 1990 — Камерон Берстоу, аустралијски кошаркаш.[28]
- 1990 — Давид Гофен, белгијски тенисер.[29][30]
- 1990 — Урсула Радвањска, пољска тенисерка.[31]
- 1990 — Никола Чачић, српски тенисер.[32]
- 1997 — Периша Пешукић, црногорски фудбалер.[33][34]

## Смрти
- 43. п. н. е. — Цицерон, римски политичар, писац и говорник. (рођ. 106. п. н. е.)[35]
- 983 — Отон II, немачки краљ и и цар Светог римског царства (рођ. 955)[36]
- 1815 — Мишел Неј, француски маршал. (рођ. 1769)[37]
- 1985 — Роберт Грејвс, енглески писац. (рођ. 1895)[38]
- 1993 — Феликс Уфуе Боањи, први председник Обале Слоноваче. (рођ. 1905)[39]
- 1993 — Волфганг Паул, немачки физичар, добитник Нобелове награде за физику. (рођ. 1913)[40]
- 1993 — Блаже Конески, књижевник, културни и јавни радник: песник, прозаиста, есејиста, историчар књижевности, филолог и лингвиста, предавач и професор. (рођ. 1921)[41]
- 1994 — Ото Шолц, хрватски песник и преводилац. (рођ. 1913)[42]
- 2000 — Владо Готовац, хрватски књижевник и политичар. (рођ. 1930)
- 2020 — Тихомир Арсић, српски филмски, телевизијски и позоришни глумац и продуцент (рођ. 1957)[43][44]
- 2020 — Чак Јејгер, амерички пилот (рођ. 1923)[45]

## Празници и дани сећања
Српска православна црква данас слави
- Света великомученица Екатерина
- Свети великомученик Меркурије
- Света девица Мастридија
- Свети Меркурије Смоленски
- Свети преподобни Симон Сојгински
- Света мученица Августа царица
- Светих педесет философа мученика
- Свети мученик Порфирије и двеста војника с њим
- Свети мученик Теодор антиохијски
- Свети мученик Александар
- Свети преподобни Марко Триглин
- Свети мученици Филумен и Христофор
- Свети мученик Евгеније
- Свети мученици Прокопије и Христофор
- Свети мученик Хризогон
- Свети Хермоген
- Свети преподобни Григорије
- Свети Малх
- Свети преподобни Руф
- Свети преподобни Карион